# Franz Balthasar Schönberg von Brenkenhoff

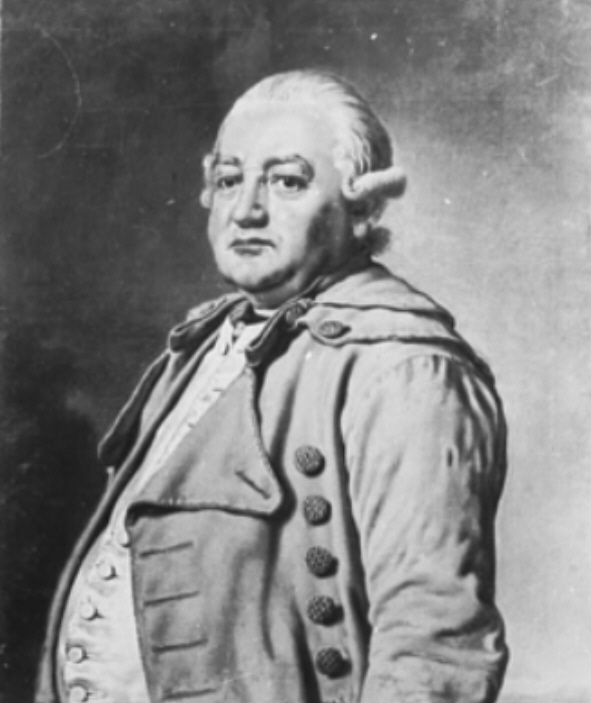
Franz Balthasar Schönberg von Brenkenhoff

Franz Balthasar Schönberg von Brenkenhoff (* 15. April 1723 in Reideburg; † 21. Mai 1780 in Hohenkarzig bei Friedeberg (Neumark)) war ein preußischer Beamter und Staatsmann.

## Leben

### Herkunft
Der Vorfahre Schönberg Nikolaus von Brenkenhoff (* 1651) und seine Söhne führten als erste der Familie das Adelsprädikat. Das geführte Familienwappen ähnelt stark dem derer von Brenken, ohne dass ein näherer Zusammenhang bekannt wäre.
Franz Balthasar Schönberg trat in die Dienste des Fürsten Leopold I. von Anhalt-Dessau, des „Alten Dessauers“. Nach dessen Tod (1747) tat er als Kammerdirektor und Mitvormund für den jungen Fürsten Franz viel für das dessauische Land, namentlich durch Verbesserung des Ackerbaues, Urbarmachung großer Elbbrüche usw. Er selbst erwarb durch Pferdehandel und Armeelieferungen im Siebenjährigen Krieg und andere glückliche Spekulationen ein beträchtliches Vermögen.

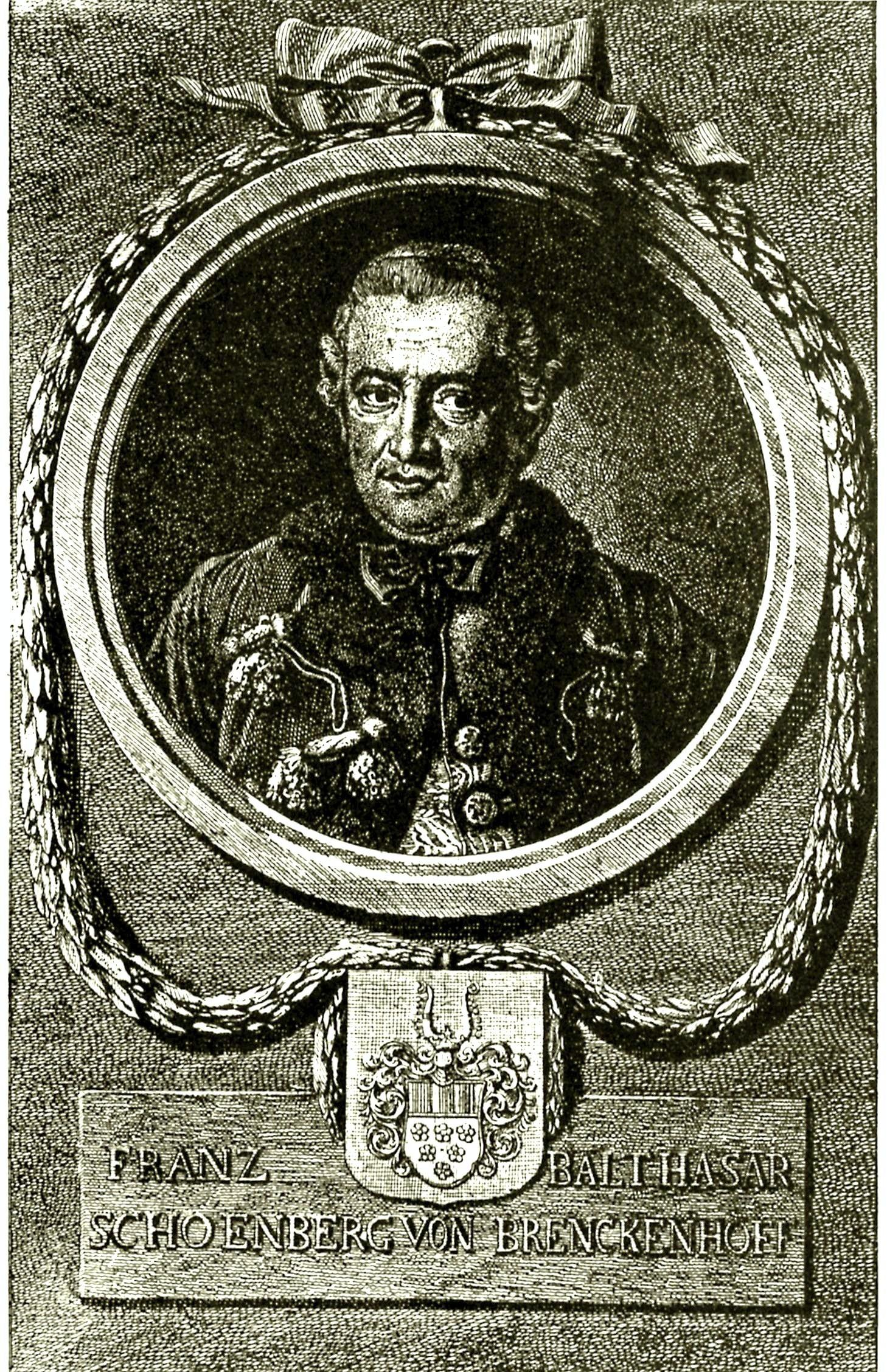
Franz Balthasar Schönberg von Brenkenhoff 1771

### Werdegang
Friedrich II. von Preußen berief ihn 1762 als „Wirklichen Geheimen Oberfinanz-, Kriegs- und Domänenrat“ in den preußischen Staatsdienst. Hier war er erfolgreich tätig in Pommern und in der Neumark. Er setzte Siedler an, ließ Sümpfe und Moore kultivieren und den Bromberger Kanal bauen. Durch die Gründung von Fabriken erschloss er Erwerbsquellen für das Land. 1772 führte er als Vertreter des Königs die Besitzergreifungskommission für den Netzedistrikt und nahm die Huldigung der Stände in Inowraclaw entgegen. Durch seine vielfältigen Tätigkeiten wurde sein eigenes Vermögen durch allzu freigebige Vorschüsse, unersetzte Auslagen und unverschuldete Unglücksfälle zerrüttet. Die von ihm verwalteten Kassen waren in großer Unordnung. Auf dem Sterbebette bat er den König um Schonung. Die Untersuchung führte zur Beschlagnahme seiner Güter, die die Familie erst nach einigen Jahren größtenteils zurückerhielt.

### Familie
Seine erste Frau war Louise von Bergen. Von ihr wurde er 1774 geschieden. Das Paar hatte zwei Kinder.
Der Sohn Leopold (1750–1799) wurde Soldat und Militärschriftsteller.
Seine zweite Frau war Elisabeth von Papstein. Das Paar hatte folgende Kinder:
- Franziska Karoline Philippine Elisabeth (1775–1858) ⚭ Wilhelm von Knobelsdorff-Brenkenhoff (1769–1848) (begründet 1842 Knobelsdorff-Brenkenhoff)
- Leopoldine Frederika Eleonora Gottliebe

## Ehrung
Die Historische Gesellschaft für den Netzedistrikt setzte von Brenkenhoff am Bromberger Kanal in Bromberg ein Denkmal, das am 27. Oktober 1894 enthüllt wurde.
In der Stadt Driesen an der Netze, deren Neustadt er nach 1762 errichtet hatte, wurde 1882 auf dem Neuen Markt ein Brenkenhoff-Denkmal aufgestellt, das 1945 abgerissen wurde.
Zu seinen Ehren bzw. seiner Ehefrau, einer geborenen von Papstein, wurden folgende Orte benannt: Brenkenhof (in der Mark Brandenburg), Brenkenhof (in Pommern), Brenkenhofsberg, Brenkenhofsthal, Papstein, Papsteinthal, Brenkenhofswalde, Brenkenhofsfleiß, Brenkenhofsbruch sowie der Brenkenhofskanal.